# FK Dainava Alytus
FK Dainava (litauisk: Futbolo klubas Dainava) var en litauisk fotbollsklubb från staden Alytus. 

## Historia
Klubben grundades 2011, när fusionerades två klubbar från Alytus. Det var FK Alytis och FK Vidzgiris. Teamet upplöstes 2014.

## Placering tidigare säsonger

### 2011–2014
| Säsong | Nivå | Liga   | Placering | Referens | Kommentar |
| ------ | ---- | ------ | --------- | -------- | --------- |
| 2011   | 1    | A lyga | 8         | [ 1 ]    |           |
| 2012   | 1    | A lyga | 7         | [ 2 ]    |           |
| 2013   | 1    | A lyga | 8         | [ 3 ]    |           |
| 2014   | 1    | A lyga | 10        | [ 4 ]    | Upplöst   |